# سومپتر (اورگن)
سومپتر (به انگلیسی: Sumpter) شهری در شهرستان ماریون ایالت اورگن است و در سرشماری سال ۲۰۱۱ میلادی، ۲۰۲ نفر جمعیت داشته که نسبت به سال ۲۰۱۰، ۰٫۴۹ درصد رشد جمعیت داشته‌است.

## موقعیت جغرافیایی
موقعیت جغرافیایی شهرها و مناطق اطراف به شرح زیر است: